# Prainha (Itacaré)
Vista da Prainha
A Prainha é uma praia brasileira de Itacaré, no estado da Bahia. Pequena, a Prainha só é acessível de barco ou a pé, por uma trilha de meia hora que começa na Praia do Ribeira.
Boa para surfe, é uma das praias mais procuradas durante o verão. Quem não está muito acostumado à mar aberto e com correnteza deve ficar atento, não existe salva vidas na praia.
A praia possui apenas um quiosque para venda de cerveja e água e de coco.